# Porella subgrandiloba
Porella subgrandiloba là một loài rêu trong họ Porellaceae. Loài này được Grolle & M. L. So mô tả khoa học đầu tiên năm 2004.